# Партизанское (Волынская область)
Партизанское (укр. Партизанське) — село в Голобской поселковой общине Ковельского района Волынской области Украины.
Код КОАТУУ — 0722185205. Население по переписи 2001 года составляет 98 человек. Почтовый индекс — 45092. Телефонный код — 3352.